# 许锡龙
许锡龙（1962年—），浙江天台人，汉族，中华人民共和国政治人物、第十二届全国人民代表大会甘肃地区代表。
毕业于天津大学管理工程专业。加入中国共产党。2013年，担任全国人大代表。